# Opuntia rufida
Az Opuntia rufida az USA-ban (Texas) és Észak-Mexikóban (Durango) honos fügekaktuszfaj. Külsőre az Opuntia microdasyshoz hasonlít, de annál gyorsabban és nagyobbra nő. Nevét élénk pirosasbarna horgasszőreiről kapta.

## Leírás
Az Opuntia rufida egy olyan többágú kaktuszfaj, amely elérheti a 90–150 centiméteres magasságot, és kissé szélesebb lehet ennél. Az általában rövid törzsű növény vastag, tomentózus párnái körkörös, obovális vagy elliptikus alakúak. Az areolák tövismentesek, de feltűnő vörösesbarna glochidokkal rendelkeznek. A növény a tavasz közepén bőséges mennyiségű, ragyogó sárga virágot hoz, amelyek narancssárga és vörös árnyalatokra váltanak, és átmérőjük 7–10 centiméter. Nyáron hosszúkás, élénkvörös vagy lila színű, 5–8 centiméter hosszú terméseket érlel.
Ez a kaktusz lenyűgöző látványt nyújthat a sivatagi kertekben. Teljes napfényt igényel, és rendkívül jól tűri a sivatagi hőséget. Fontos megjegyezni, hogy glochidjai könnyen leválnak a növény megrázásakor vagy ütés hatására, ami veszélyes lehet emberekre és állatokra, ha a szél szállítja őket. Nem véletlenül nevezik „vak fügekaktusznak” vagy „tehénvakítónak” – ez a név azokra a helyzetekre utal, amikor a levegőben szálló glochidok állatok látását veszélyeztethetik. A faj neve, rufida, a vörösesbarna glochidokra utal.

## Elterjedés, rendszertan és veszélyeztetettség
Az Opuntia rufida az Egyesült Államok Texas államában, valamint Mexikó Chihuahua és Coahuila államaiban honos. Általában 600–1050 méteres tengerszint feletti magasságban fordul elő.
A faj első tudományos leírását George Engelmann készítette 1856-ban. Nomenklatúrai szinonimái a következők: Opuntia microdasys var. rufida (Engelm.) K. Schum. (1898) és Opuntia microdasys subsp. rufida (Engelm.) U. Guzmán & Mandujano (2003).
Az IUCN Vörös Listáján a faj a „Least Concern (LC)” kategóriába tartozik, azaz nem veszélyeztetett. A populációk stabilnak tekinthetők.